# Shahrixon
Shahrixon est une ville d'Ouzbékistan située dans la province d'Andijan.
La population était de 45 200 habitants en 1989.

## Patrimoine
- Mosquée Pansod